# Citroën C3-XR
La Citroën C3-XR è una crossover-SUV compatta prodotta dal 2014 dalla joint venture franco-cinese Dongfeng Peugeot-Citroën.

## Profilo e caratteristiche

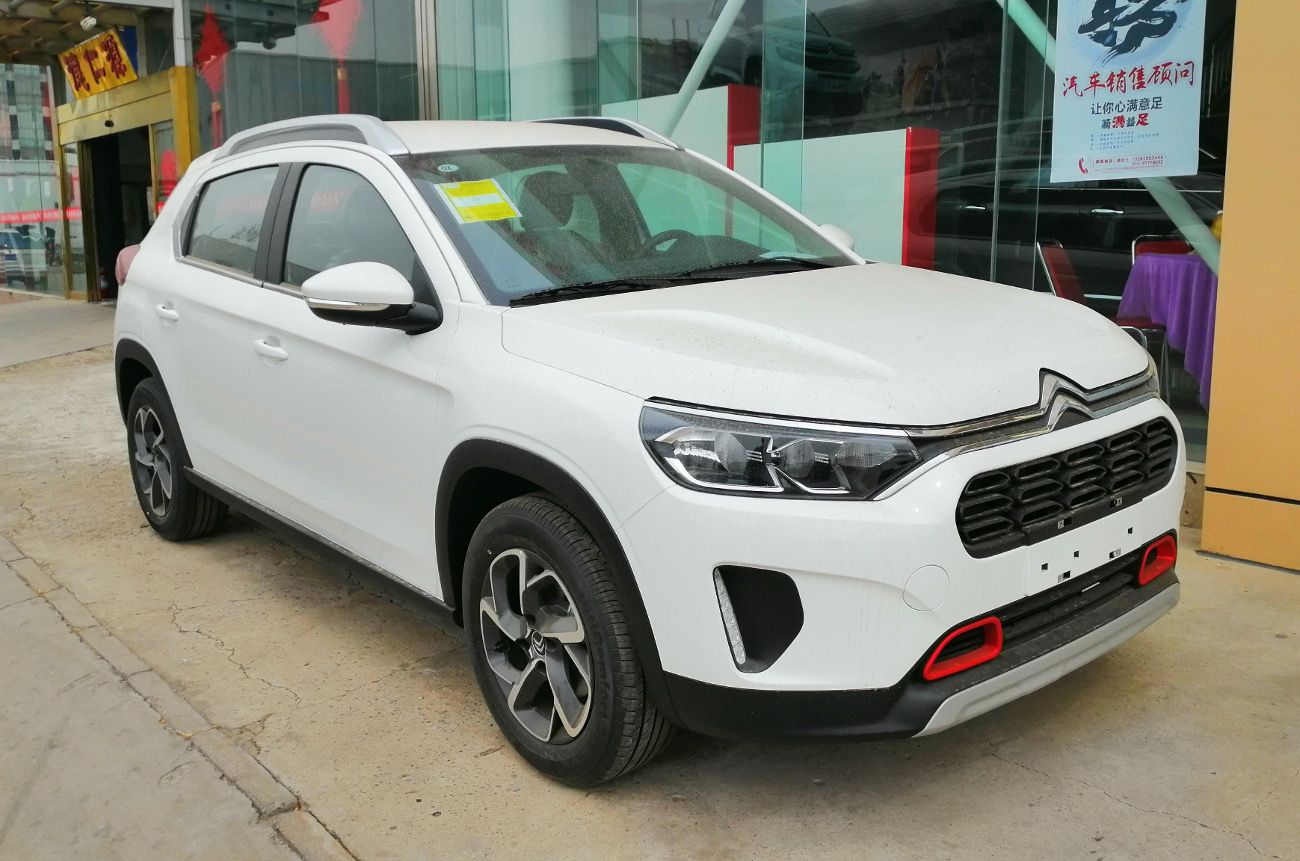
C3-XR restyling

È stata presentata in anteprima in veste di concept car chiamata Citroën C–XR durante il salone di Pechino nell'aprile 2014. Derivata dalla coeva Citroën C3, la versione di produzione ha debuttato al Salone dell'Auto di Guangzhou a novembre 2014. Sul mercato cinese è stata lanciata il 21 dicembre 2014.
Al debutto la vettura era spinta da due motorizzazioni a benzina quattro cilindri da 1,6 litri, in versione aspirata da 117 CV e turbocompresso da 167 CV.
Nel 2016 è stata aggiunta un'unità benzina turbocompressa da 1,2 litri con una potenza di 136 CV e 230 Nm accoppiato a un cambio automatico a sei velocità.
Nel 2019 la vettura ha subito un restyling, che ha interessato la zona anteriore, in particolar modo ha coinvolto i fari, i paraurti e le presa d'aria. L'aggiornamento è stato presentato il 16 gennaio 2019, con le vendite che sono iniziate nel marzo 2019. Le motorizzazioni disponibili dopo aggiornamento sono il 1,6 litri da 117 CV e il 1,2 litri da 136 CV, entrambi accoppiati a una trasmissione manuale a cinque marce o a un cambio semiautomatico a sei marce.